# Jan Driessen (basketballer)
Jan Driessen (4 december 1996) is een basketballer die momenteel 3x3-basketbal speelt. Hij speelt op de positie forward. Op 5 augustus 2024 won hij tijdens de Olympische Zomerspelen 2024 in Parijs met Nederland de gouden medaille bij het 3×3-basketbal.

## Carrière
Driessen begon op vijfjarige leeftijd met basketballen bij MSV uit Noordwijk, waarna hij naar Grasshoppers vertrok. Hier speelde hij tot de U18 om vervolgens de overstap te maken naar ZZ Leiden. Bij deze club stroomde hij in het seizoen 2014/15 door naar het eerste team. Aan het eind van het seizoen werd Driessen opgenomen in het DBL All-Rookie Team.
Na drie seizoenen verliet Driessen ZZ Leiden voor het lager spelende Lokomotief uit Rijswijk omdat hij de voorkeur gaf aan zijn studie. In drie seizoenen kwam Driessen in totaal 80 keer uit voor Zorg en Zekerheid Leiden. In die duels stond hij 822 minuten binnen de lijnen en was hij goed voor gemiddeld 158 punten. Bij Lokomotief was Driessen vijf seizoenen actief, waarin hij driemaal kampioen werd van de Promotiedivisie.
Driessen speelt ook 3×3-basketbal. Met het nationale 3×3-team won hij brons tijdens het Europees kampioenschap 2022. In 2024 won hij met het nationale 3x3-team een gouden medaille op de Olympische spelen in Parijs.

## Privé
Jan is de oudere broer van basketbalster Noortje Driessen.

## Statistieken
Dutch Basketball League
| Jaar    | Team      | GS | MPW   | 2P% | 3P% | VW% | RPW | APW | SPW | BPW | PPW |
| ------- | --------- | -- | ----- | --- | --- | --- | --- | --- | --- | --- | --- |
| 2014-15 | ZZ Leiden | 23 | 10.17 |     |     |     |     |     |     |     |     |
| 2015-16 | ZZ Leiden | 30 | 11.53 |     |     |     |     |     |     |     |     |
| 2016-17 | ZZ Leiden | 27 | 8,81  |     |     |     |     |     |     |     |     |

2020: Agnis Čavars & Edgars Krūmiņš & Kārlis Lasmanis & Nauris Miezis ·
2024: Jan Driessen & Dimeo van der Horst &  Arvin Slagter & Worthy de Jong